# Antepipona omanensis
Antepipona omanensis är en stekelart som beskrevs av Giordani Soika 1979. Antepipona omanensis ingår i släktet Antepipona och familjen Eumenidae. Inga underarter finns listade i Catalogue of Life.